# Rock Racing
Rock Racing fue un equipo ciclista estadounidense de categoría amateur (durante sus primeros años Continental). Fue fundado en 2007 y su mánager general desde entonces fue Michael Ball, un multimillonario dueño de la empresa de moda Rock & Republic, que fue la patrocinadora principal del equipo.
El equipo fue conocido por contar en sus filas con numerosos ciclistas implicados en escándalos de dopaje con anterioridad. Entre los ciclistas que componían su plantilla se encuentran Tyler Hamilton (quien dio positivo por transfusión homóloga en 2004 y por testosterona en 2009), Francisco Mancebo, José Enrique Gutiérrez y Óscar Sevilla, todos ellos identificados en 2006 por la Guardia Civil española en la Operación Puerto contra el dopaje como clientes del controvertido doctor Eufemiano Fuentes. En 2008 también corrió en el equipo otro implicado en dicha operación, Santiago Botero. El director del equipo en 2009, Rudy Pevenage, también estuvo implicado en dicha trama.
Ball sostuvo que esta imagen de "chicos malos" del equipo generaría una importante atención para el equipo (y su consiguiente beneficio en merchandising).

## Historia del equipo

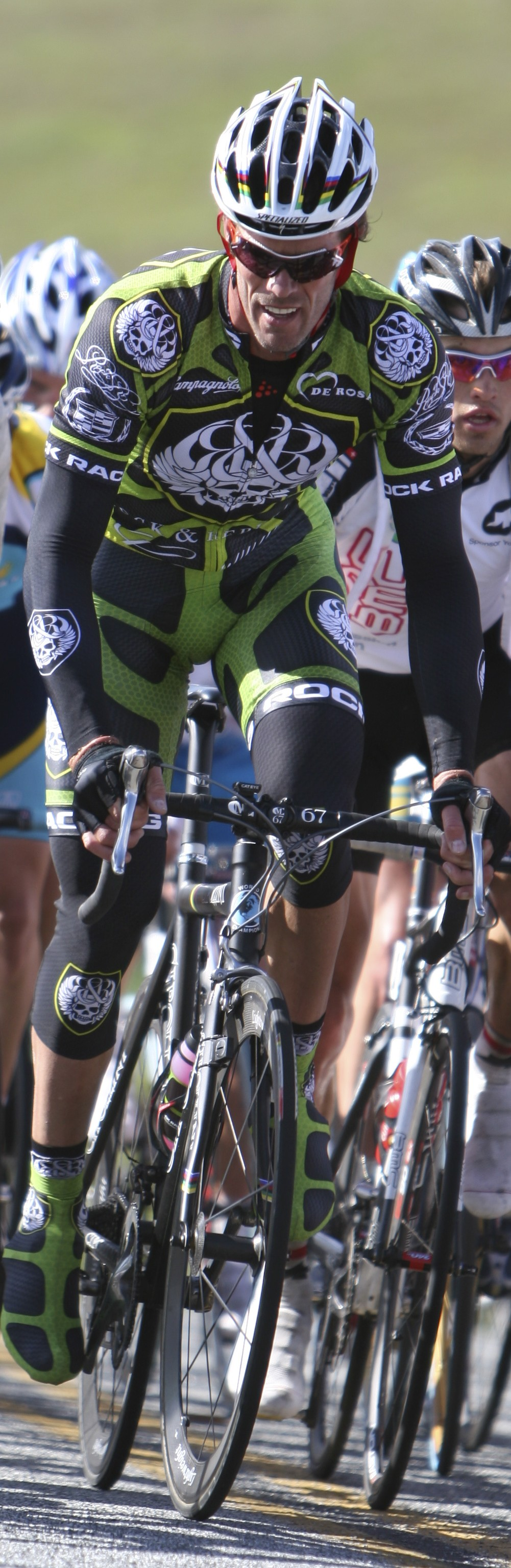
Mario Cipollini (Tour of California 2008)

El equipo nació de la mano de Ben Allen en la categoría Continental (tercera división) que estuvo como director del equipo hasta que en 2009 se hizo cargo de él Rudy Pevenage. Durante toda su trayectoria el equipo ha corrido numerosas carreras no oficiales de exhibición para ampliar su palmarés.

### Inicios

#### 2007: modesto equipo norteamericano
El equipo se fundó con 9 ciclistas estadounidenses, posteriormente en junio se incorporó el argentino Lucas Sebastián Haedo. A pesar de no conseguir ninguna victoria oficial fueron protagonistas en multitud de carreras de exhibición americanas llegando a alcanzar la decena de triunfos en esas carreras.

### Salto de calidad

#### 2008
El equipo se internacionalizó y salieron fuera de las fronteras americanas. Para ello fichó a multitud de corredores implicados en asuntos de dopaje, mayoritariamente de la Operación Puerto, consiguiendo un total de 7 victorias oficiales. Aunque sumando las carreras de exhibición llegaron casi a la cuarentena de victorias.
En esta temporada el Rock Racing estuvo formado por 18 ciclistas, aunque solo llegaron a coincidir con contrato 17 ya que Mario Cipollini dejó el equipo en marzo por "falta de proyecto" entre otras cosas por no poder participar en la Milán-San Remo de aquel año y César Augusto Grajales se incorporó en julio.

#### 2009
El equipo incorporó a más ciclistas españoles aumentado la participación del equipo en ese país (por ejemplo fueron dominadores casi absolutos de la Vuelta a Asturias) y por ende en todo el continente europeo.
Los problemas llegaron por los positivos de Tyler Hamilton, que le sancionaron 8 años por reincidente; y Eladio Jiménez, corredor al que el equipo anunció su fichaje de cara a la temporada 2010.

### Problemas con la UCI y recalificación a amateur
El equipo solicitó para la temporada 2010 una plaza como equipo Continental Profesional (una categoría más alta que Continental, pero por debajo del ProTour). El 2 de diciembre de 2009 la UCI publicó una lista con los equipos que serían Continentales Profesionales en 2010, entre los que no figuraba el equipo estadounidense aunque se abrió un proceso de alegaciones. Finalmente, tras estudiar dichas alegaciones, en enero se confirmó que el equipo no estaría en esa categoría.
Tras haber dudas sobre si el equipo continuaría en la última categoría del ciclismo profesional (categoría Continental) el Gobierno de la Región de Murcia, que ya había patrocinado al Contentpolis-AMPO, decidió apoyar económicamente al equipo para que este saliese adelante aportando además tres corredores del equipo desaparecido Contentpolis-AMPO: Óscar García-Casarrubios, Javier Chacón y Rafael Serrano (solo podían ser 3 dado que solo se permite la incorporación de ese número de corredores a equipos de su categoría que ya hubiesen comenzado la temporada como era el caso del Rock Racing). El equipo estaría registrado en México.
Finalmente la UCI denegó incluso la licencia como equipo Continental (categoría donde estaba el pasado año) sin dar a conocer públicamente los motivos con lo que se dio por disuelta la estructura del equipo. Si bien es cierto que el día que la UCI anunció los equipos definitivos el Rock-Racing no cumplía con el requisito de tener al menos un 50% de corredores del país donde iba a estar registrado (en este caso México) para equipos de esa categoría.
Diversas informaciones adujeron que estas negativas se produjeron por culpa de una campaña de marketing viral supuestamente producida por el equipo que consistía en un "ataque" a las instalaciones de la UCI grafiteando sus instalaciones con unos logotipos que utilizó el equipo durante la temporada 2009.
El equipo siguió compitiendo como amateur, cosechando numerosas victorias y manteniendo el contrato de los corredores que desearon seguir con ellos, a la espera de ver cómo se resolvían los problemas. Mientras, al no salir el equipo profesional, el patrocinio del Gobierno de la Región de Murcia, se desvinculó del equipo y decidieron incorporarse al modesto, pero profesional, equipo griego Heraklion Kastro aportando los tres corredores que había apalabrado con el Rock Racing más otros cuatro más.

## Material ciclista
El equipo utiliza bicicletas Kestrel. Durante su primera temporada utilizó bicicletas De Rosa.

## Clasificaciones UCI
A partir de 2005 la UCI instauró los Circuitos Continentales UCI, donde el equipo está desde que se creó en 2007, registrado dentro del UCI America Tour. Estando en las clasificaciones del UCI America Tour Ranking, UCI Asia Tour Ranking y UCI Europe Tour Ranking. Las clasificaciones del equipo y de su ciclista más destacado son las siguientes:
| Año                      | Clasificación por equipos | Mejor corredor en la clasificación individual | Posición |
| 2006-2007 (America Tour) | 25.º                      | Kayle Leo Grande                              | 165.º    |
| 2007-2008 (America Tour) | 4.º                       | Óscar Sevilla                                 | 9.º      |
| 2007-2008 (Asia Tour)    | 9.º                       | Tyler Hamilton                                | 8.º      |
| 2007-2008 (Europe Tour)  | 116.º                     | Victor Hugo Peña                              | 1139.º   |
| 2008-2009 (America Tour) | 5.º                       | Francisco Mancebo                             | 12.º     |
| 2008-2009 (Europe Tour)  | 46.º                      | Francisco Mancebo                             | 90.º     |

## Palmarés

### Palmarés 2009
Circuito Continental
| Fechas        | Carreras                           | Ganador           |
| 15 de febrero | 1.ª etapa del Tour de California   | Francisco Mancebo |
| 4 de marzo    | 4.ª etapa de la Vuelta a México    | David Vitoria     |
| 5 de marzo    | 5.ª etapa de la Vuelta a México    | David Vitoria     |
| 28 de abril   | 1.ª etapa de la Vuelta a Asturias  | Glen Chadwick     |
| 29 de abril   | 2.ª etapa de la Vuelta a Asturias  | Óscar Sevilla     |
| 1 de mayo     | 4.ª etapa de la Vuelta a Asturias  | Francisco Mancebo |
| 2 de mayo     | Vuelta a Asturias                  | Francisco Mancebo |
| 19 de junio   | 12.ª etapa de la Vuelta a Colombia | Victor Hugo Peña  |
| 20 de junio   | 13.ª etapa de la Vuelta a Colombia | Glen Chadwick     |
| 10 de octubre | Vuelta a Chihuahua                 | Óscar Sevilla     |

## Plantilla
Para años anteriores, véase Plantillas del Rock Racing

### Plantilla 2009
| Nombre                 | Nacimiento | Nacionalidad   |
| Rahsaan Bahati         | 13/02/1982 | Estados Unidos |
| Christopher Baldwin    | 15/10/1975 | Estados Unidos |
| Alex Boyd              | 21/05/1987 | Estados Unidos |
| Glen Chadwick          | 17/10/1976 | Nueva Zelanda  |
| Iván Domínguez         | 28/05/1976 | Estados Unidos |
| James Driscoll         | 11/11/1986 | Estados Unidos |
| José Enrique Gutiérrez | 18/06/1974 | España         |
| Tyler Hamilton         | 01/03/1971 | Estados Unidos |
| Sergio Hernández       | 08/01/1985 | Estados Unidos |
| Aaron Kemps            | 10/09/1983 | Australia      |
| Francisco Mancebo      | 09/03/1976 | España         |
| Sterling Magnell       | 05/04/1983 | Estados Unidos |
| David Martín           | 08/11/1983 | España         |
| Víctor Hugo Peña       | 10/07/1974 | Colombia       |
| Fred Rodríguez         | 03/09/1973 | Estados Unidos |
| Nicholas Sanderson     | 27/05/1984 | Australia      |
| Óscar Sevilla          | 29/09/1976 | España         |
| David Tanner           | 30/09/1984 | Estados Unidos |
| David Vitoria          | 15/10/1984 | Suiza          |
| Justin Williams        | 26/05/1989 | Estados Unidos |